# Cerco de Petra (541)
O Cerco de Petra ocorreu em 541 quando o Império Sassânida, sob o xainxá Cosroes I (r. 531–579), sitiou a cidade de Petra em Lázica, controlada pelo Império Bizantino. Os sassânidas capturaram com sucesso a fortaleza.

## Antecedentes
A captura de Petra em 541 foi parte da invasão de Lázica por Cosroes I (r. 531–579). Esta campanha começou quando o xainxá foi convidado pelo rei local Gubazes II para assumir a soberania sobre o país à revelia da antiga aliança que os lazes possuíam com os bizantinos. O motivo disso era o descontentamento com a forma como os bizantinos tratavam os locais.

## Cerco
Depois de passar pelo difícil terreno de Lázica, as forças sassânidas se encontraram e se juntaram a Gubazes. O principal objetivo da campanha era capturar Petra, onde o mestre dos soldados da Armênia João Tzibo havia concentrado suas forças e estabelecido um monopólio na cidade portuária. Cosroes enviou um destacamento sob Aniabedes para atacar o forte, onde encontrou o forte aparentemente deserto. Um destacamento que foi enviado para destruir o portão com um aríete foi derrotado quando as forças bizantinas rapidamente saíram do portão em um ataque surpresa. Os sassânidas então acamparam perto das fortificações e iniciaram um cerco regular. No dia seguinte, os sassânidas contornaram completamente o forte e começaram a atirar com flechas, e os bizantinos responderam atirando com flechas e armas de cerco. Tzibo foi morto por uma flecha no pescoço, desmoralizando os defensores. Petra apresentava um terreno acidentado e torres defensivas extraordinariamente fortes, que, em vez de serem ocas, eram feitas de pedra sólida a uma grande altura. No entanto, os sassânidas conseguiram derrubar uma das duas grandes torres defensivas através de operações de mineração: muitas das pedras inferiores foram removidas e substituídas por madeira pelos mineiros, e a torre caiu enquanto as chamas afrouxavam lentamente as camadas superiores de pedra; a torre foi subitamente derrubada e os sassânidas entraram no forte pelas muralhas. As forças sitiadas então se renderam e chegaram a um acordo. As posses de Tzibo foram apreendidas, mas todo o resto permaneceu intocado, e as forças bizantinas sobreviventes se juntaram ao exército sassânida. Uma guarnição sassânida foi estabelecida em Petra. Um relato citou que, durante o cerco, muitos soldados persas morreram devido ao terreno difícil, uma epidemia e falta de suprimentos. Leif Inge Ree Petersen observa que os comandantes bizantinos foram mortos (sem especificar nomes) durante a defesa de Petra.